# Lars Winberg
Lars Åke Allan Winberg, född 9 februari 1942 i Stockholm, är en svensk pensionerad officer i Flygvapnet.

## Biografi
Winberg tog reservofficersexamen som fänrik 1964, och officersexamen 1965. Han befordrades till löjtnant 1966, till kapten 1972, till major 1976, till överstelöjtnant 1980, till överstelöjtnant (mst) 1986 och till överste 1991.
Winberg inledde sin militära karriär i som reservofficer Flygvapnet 1964. År 1965 övergick han till yrkesofficer vid Jämtlands flygflottilj (F 4), där han tjänstgjorde till 1971. Åren 1971–1973 var han lärare vid Flygvapnets Krigsskola (F 20). Åren 1973–1975 studerade han vid Militärhögskolan (MHSfhk). År 1976 aspiranttjänstgjorde han vid Försvarsstaben. Åren 1977–1980 tjänstgjorde han vid Studieavdelningen vid Flygstaben. Åren 1980–1982 var han bataljonschef vid Blekinge flygflottilj (F 17). Åren 1982–1987 var han lärare och kurschef för Flyglinjen vid Militärhögskolan. Åren 1987–1990 var han chef Studieavdelningen vid Flygstaben. Åren 1990–1993 var han försvarsattaché i Italien och Schweiz. Åren 1993–1994 var han chef för Flygvapnets officershögskola i Halmstad. Åren 1995–1997 var han chef för Flygvapnets Halmstadsskolor (F 14). Winberg lämnade Försvarsmakten 1997. Åren 1997–2007 var Winberg bosatt i Spanien. År 2008 gav Winberg ut boken "En officer och en tjänsteman: några minnesanteckningar från ett liv med flygvapnet".